# Taotie

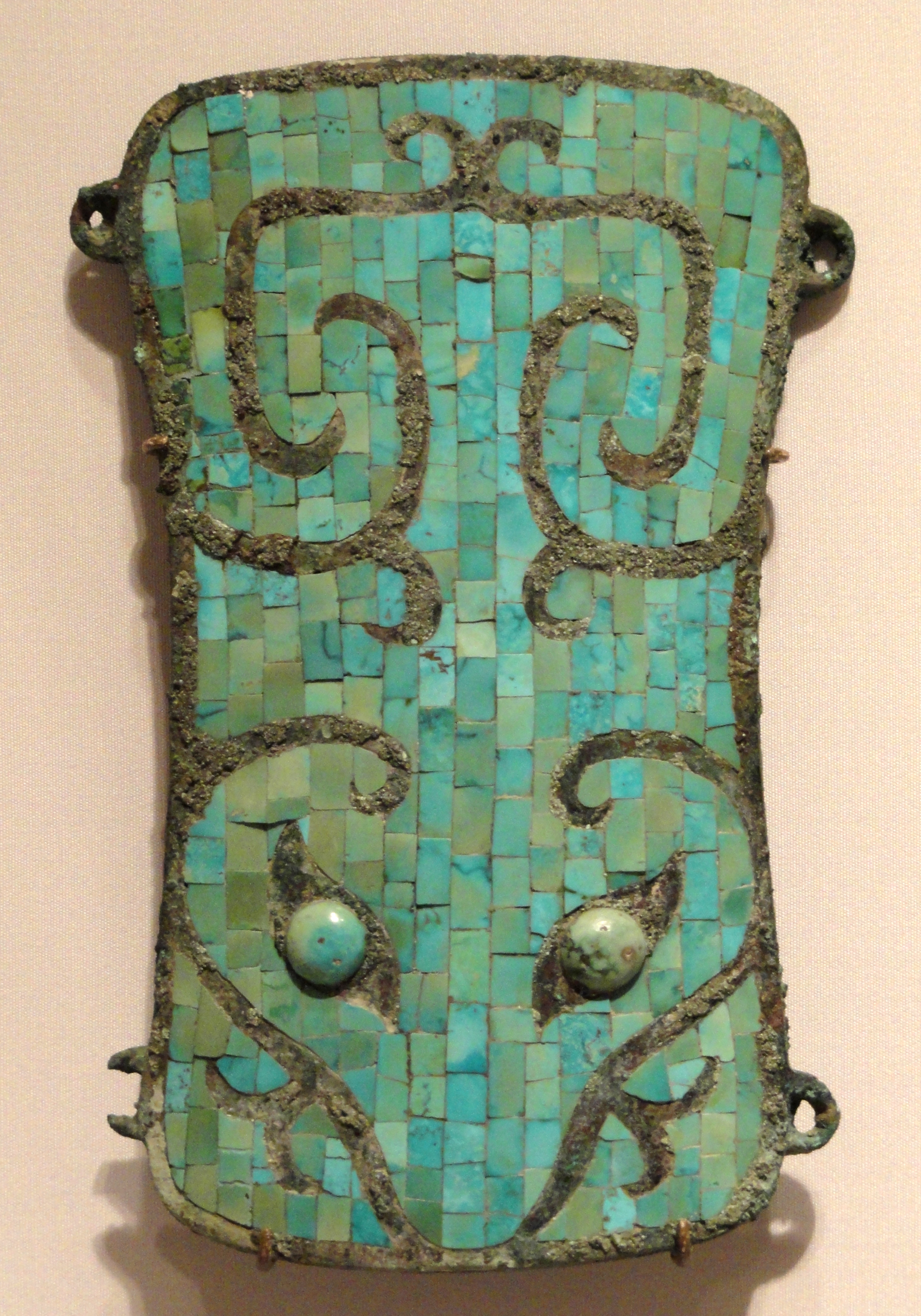
Diese und vergleichbare Plaketten zeigen, dass ein dem Taotie ähnliches Dekor schon im ausgehenden Neolithikum, beziehungsweise der frühen Bronzezeit bekannt war. Dieses Beispiel stammt aus der Erlitou-Kultur.

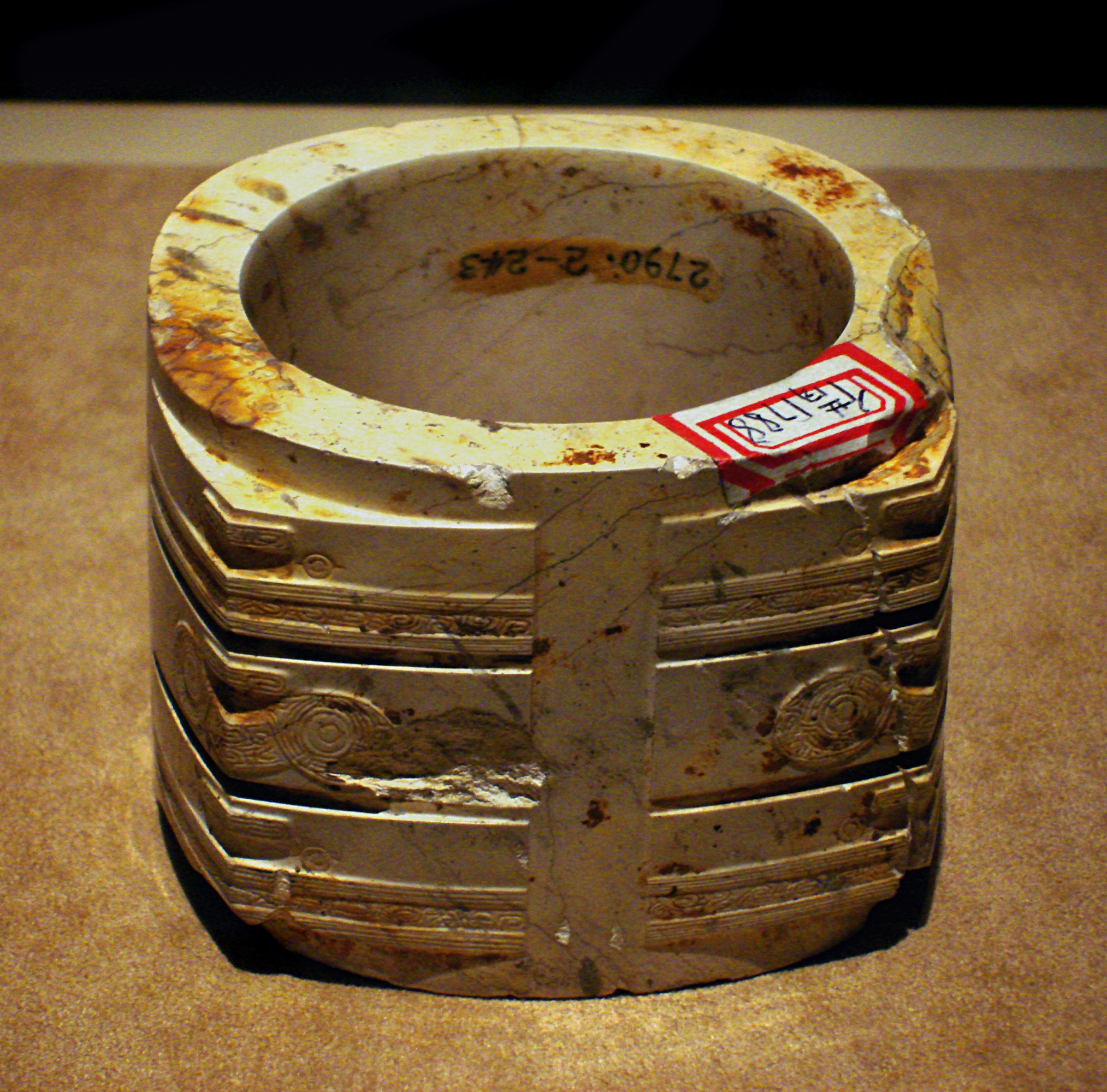
Jadeobjekte der neolithischen Liangzhu-Kultur zeigen möglicherweise ebenfalls Vorläuferformen des taotie-Motivs. Hier zu sehen ist eine cong-Röhre, ein Objekt, dessen genaue Funktion nicht bekannt ist, das jedoch wahrscheinlich eine Rolle in Ritualen spielte.

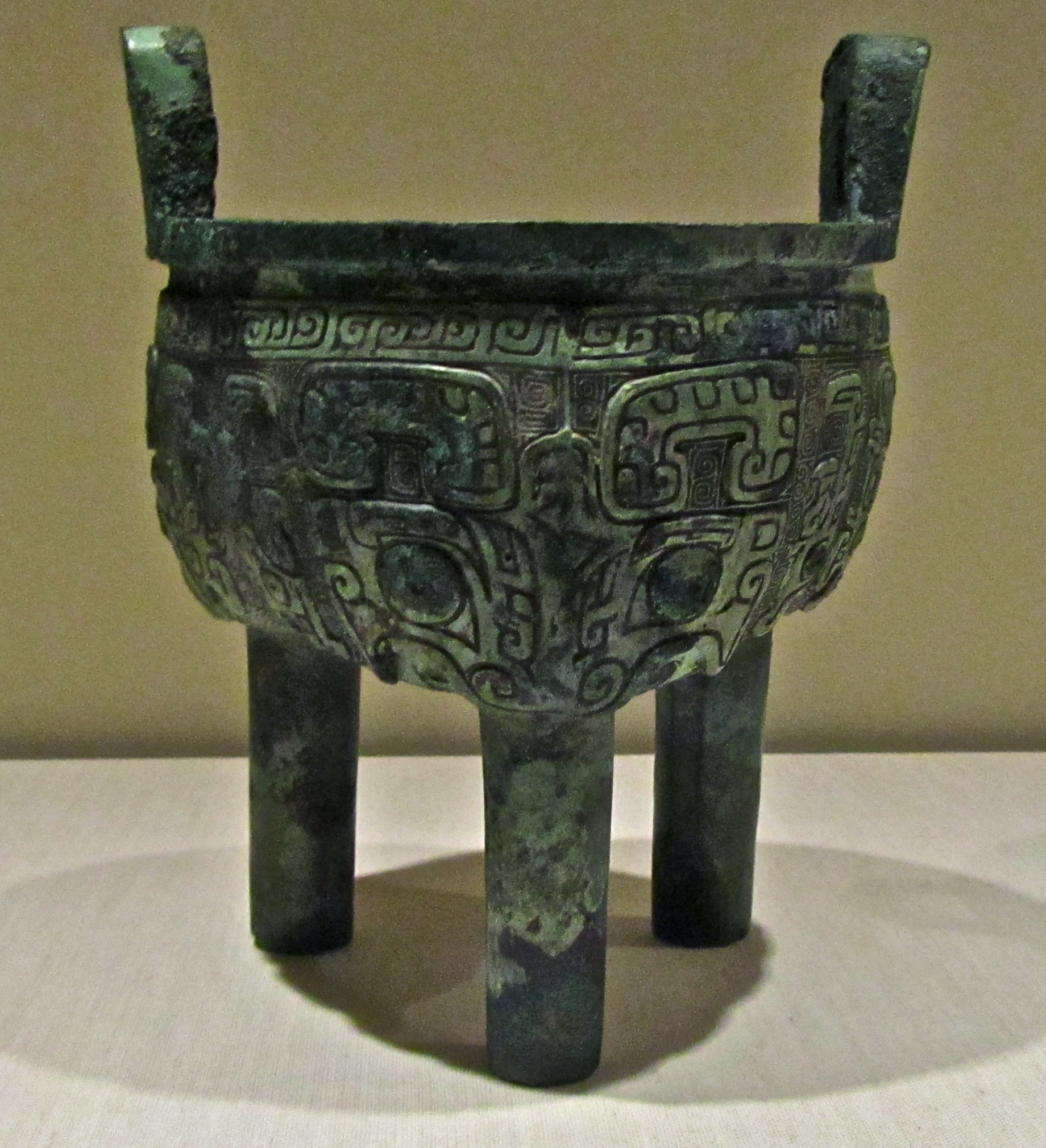
Ein typisches taotie auf einem ding.

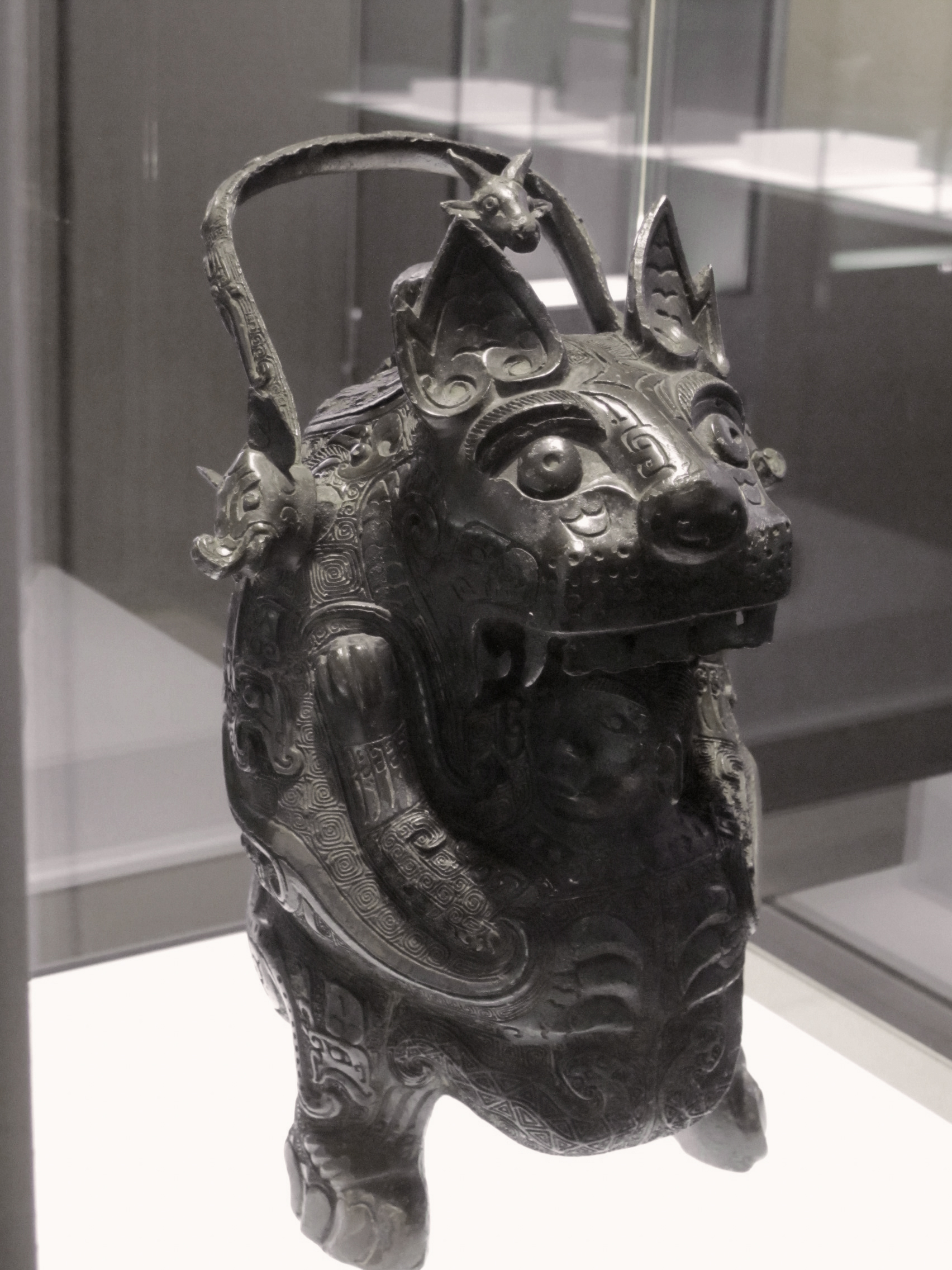
Dieses Gefäß von Typ you zeigt eine andere Variante des Fresser- oder Vielfraß-Motives: Eine Raubkatze, wahrscheinlich ein Tiger, verschlingt einen Menschen im Ganzen. Ähnliche Abbildungen, teils mit größerer Ähnlichkeit zum eigentlichen taotie sind auch von yue und Gefäßen bekannt, auf denen sich zwei Raubtiere einem Menschen auf der mittleren Bildachse mit aufgerissenen Mäulern zuwenden. Diese Abbildungen sind allerdings flächig und nicht vollplastisch.

Das Taotie (chinesisch 饕餮, Pinyin tāotiè – „Vielfraß, Fresser“) ist eines der am häufigsten vorzufindenden Dekorelemente auf Bronzegefäßen der Shang- und Zhou-Dynastie. Die Wurzeln und Vorläuferformen dieses Motives sind jedoch weitaus älter und finden sich auf Bronzen der vorhergehenden Erlitou-Kultur und Jaden der Liangzhu-Kultur aus Fundorten im unteren Jangtsekiang-Delta sowie deren Jade- und Türkis-Plaketten.

## Der Begriff taotie
Der Begriff taotie ist ahistorisch. Er findet sich erstmals in schriftlichen Quellen aus der Zeit der Streitenden Reiche und der Han-Dynastie und wird dort entweder auf ein gefräßiges, mythologisches Ungeheuer angewandt, auf Menschen, die mit Gier oder Völlerei in Verbindung gebracht werden oder auf das hier besprochene Dekorelement der Bronzekunst.
Huainanzi, 15. Kapitel/Rolle (Anweisungen zu militärischen Planungen):
人無筋骨之強，爪牙之利，故割革而為甲，鑠鐵而為刃。貪昧饕餮之人，殘賊天下，萬人搔動，莫寧其所。
Den Menschen mangelt es an [großer] Kraft in den Sehnen und Knochen, der Schärfe von Klauen und Zähnen und darum gerben sie Leder und fertigen daraus Schilde und schmieden sie Metall und fertigen daraus Klingen. Blind gierende und vielfräßige Menschen schädigen und berauben die Welt/das Reich, zehntausende Menschen sind aufgeregt und unruhig und niemand verweilt gern in seiner Position.
Lüshi Chunqiu, 85. Kapitel/Rolle (Wissen über das Vorhergegangene):
周鼎著饕餮，有首無身，食人未咽，害及其身，以言報更也。
Auf den ding der Zhou sind taotie eingraviert. Sie haben einen Kopf, aber sie haben keinen Körper, sie fressen einen Menschen ohne zu schlucken und fügen [so] unmittelbar dem Körper Schaden zu, [so] wurde durch Erzählen berichtet.
Faktisch ist aus den wenigen schriftlichen Quellen und da keine zeitgenössischen Quellen über das Motiv aus der Shang-Zeit vorliegen unklar, wie die Shang selber das Dekor bezeichneten oder ob es in einem Zusammenhang mit mythologischen Vielfraß taotie steht. Allerdings ist dies anzunehmen, da einige Bronzegefäße explizit zwei Tiere – zumeist Drachen oder Tiger – im Profil zeigen, die einander zugewandt sind und ihre Mäuler aufreißen. Auch Beispiele mit menschlichen Gesichtern oder ganzen Figuren zwischen den Tieren sind bekannt. Ebenso gibt es bronzene Gefäße, die Großkatzen zeigen, deren weit aufgerissenes Maul einen zusammengekauerten Menschen umschließt. Daher ist davon auszugehen, dass das Motiv des Fressens in abstrahierter Form als taotie-Dekor Ausdruck gefunden hat. Das Dekor wird daher auch als Metapher für einen Übergang zwischen Diesseits und Jenseits interpretiert. Unterstützt wird diese Theorie durch die Verwendung der Ritualbronzen im Ahnenkult und die zahlreichen durch archäologische Grabungen belegten Menschenopfer.

## Die Gestalt des taotie
Der zentrale Bestandteil des taotie-Motivs sind ein Augenpaar, das um eine zentrale Achse angeordnet ist. Alle weiteren Bestandteile sind fakultativ und können je nach individuellem Beispiel oder Entwicklungsphase des Motives mehr oder weniger ausgeprägt sein. Verallgemeinernd kann gesagt werden, dass die Ausgestaltung des Motives im Laufe der Zeit komplexer wird und in der Zhou-Zeit ihren Höhepunkt erreicht. Jedoch ist es nicht so, dass sich Entwicklungsstufen oder -linien in jedem Fall feststellen lassen. Auch spätere taotie können durchaus minimalistisch und simpel gehalten sein.
Das folgende beschriftete Beispiel zeigt ein typisches taotie mit den am häufigsten vorhandenen Elementen: